# Ranunculus aduncus
Ranunculus aduncus Gren. – gatunek rośliny z rodziny jaskrowatych (Ranunculaceae Juss.). Występuje naturalnie w Alpach Zachodnich we Francji, Szwajcarii oraz Włoszech. Ponadto rośnie także w Pirenejach i Hiszpanii. 

## Rozmieszczenie geograficzne
We Francji występuje w departamentach Alpy Górnej Prowansji, Alpy Wysokie, Alpy Nadmorskie, Drôme, Isère, Vaucluse oraz Pireneje Wysokie. Być może rośnie także w departamencie Ariège, ale nie zostało to oficjalnie potwierdzone. We Włoszech występuje w regionach Liguria i Piemont oraz w regionie autonomicznym Dolina Aosty. W Hiszpanii rośnie w pasmach górskich Sierra de Segura w prowincji Jaén oraz Sierra de Gúdar w prowincji Teruel. W Szwajcarii był zarejestrowany między innymi w kantonie Fryburg. 

## Morfologia
PokrójBylina dorastająca do 10–40 (55) cm wysokości.
KorzenieKłącza są grube, ukośne, bezwłose lub słabo owłosione na górze. Korzenie są cylindryczne i włókniste.
LiścieLiście odziomkowe są owłosione, zwłaszcza od spodu. Mają 3– lub 5–klapowany kształt. Mają 15–50 mm długości i 20–70 cm szerokości. Brzegi są potrójnie ząbkowane. Osadzone są na ogonkach liściowych. Liście łodygowe są ząbkowane lub całobrzegie i mają owalnie lancetowaty kształt. Występują na jednej łodydze w liczbie od (1) 2 do 4 (6). Są siedzące.
KwiatyMają żółto-złotą barwę. Dorastają do 12–25 mm średnicy. Działki kielicha są pokryte długimi włoskami o długości 1–2,5 mm. Płatki mają 9–15 mm długości. Owocolistki są zebrane w kulistej główce.
Owoceniełupki dorastające do 3–8 mm długości. Mają odwrotnie jajowaty lub okrągły kształt.
Gatunki podobneRoślina jest podobna do jaskra górskiego (R. montanus), ale ma zawsze włochate liście, a działki kielicha są pokryte długimi włoskami.

## Biologia i ekologia
Rośnie na górskich łąkach. Występuje na wysokości od 700 do 2800 m n.p.m. Kwitnie od czerwca do sierpnia. 
Lubi stanowiska w pełnym nasłonecznieniu. Preferuje gleby o odczynie obojętnym lub lekko zasadowe. 